# Gelasma eumixis
Gelasma eumixis är en fjärilsart som beskrevs av Louis Beethoven Prout 1911. Gelasma eumixis ingår i släktet Gelasma och familjen mätare. Inga underarter finns listade i Catalogue of Life.